# 松島清
松島 清（まつしま きよし、1893年（明治26年）4月12日 - 没年不詳）は、朝鮮総督府官僚。

## 経歴
山形県西田川郡加茂町（現在の鶴岡市）出身出身。山沢浩の二男として生まれ、松島鉉太郎の養子となった。1922年（大正11年）、東京帝国大学法学部独法科を卒業し、慶尚南道属となった。翌年に高等試験行政科に合格し、警視・全羅南道警務課長、理事官・同学務課長、慶尚南道産業課長、同学務課長、京畿道警務課長を歴任し、1929年（昭和4年）に仁川府尹となった。
その後、全州専売支局長、忠清北道内務部長、京城府総務部長、総督官房外務部勤務を経て、1939年（昭和14年）に京城地方専売局長に就任した。